# アイスクリーム頭痛
アイスクリーム頭痛（アイスクリームずつう、英: Ice-cream headache）は、アイスクリームやかき氷などの極端に冷たいものを食べた直後に数分程度発生する頭痛。かつては医学的な正式名称であったが現在では、国際頭痛学会では「寒冷刺激による頭痛」に分類される。

## 概要
アイスクリーム頭痛の痛みは、人によって「刺すような痛み」「脈打つ痛み」「脳が凍るような感じ」などと表現される。症状は個人差があり、片頭痛持ちの人に起きやすい傾向がある。
アイスクリーム頭痛に関する研究によると、発症のメカニズムとして、以下の2説が唱えられている。
- 冷たいものを食べた際に口腔内の温度が急激に低下し、反射で体温を上昇させるため頭に通じる血管を膨張させて血流を一時的に増大させ、それにより頭の血管に一時的に炎症が発生して頭痛を引き起こす。
- 冷たい物が口腔、喉の背側を通過することにより口蓋の三叉神経が刺激され、この時に発生する伝達信号を脳が勘違いし、関連痛として頭痛が発生する。

上記の2説はどちらも正しく、両方が要因となり発生していると考えられている。
他に、低位咬合症の人が、口腔内の冷感刺激による交感神経の興奮により、頭板筋が締めつけられて頭痛が発生することも考えられている。
予防法として、「冷たいものを少しずつ食べる」「冷たいものと同時に温かいものを食べる」といった方法がある。また、頭痛が起こってしまった場合には、「おでこやこめかみを冷やす」といった対処法がある。